# Exothyridium punctiventre
Exothyridium punctiventre är en skalbaggsart som beskrevs av Waterhouse 1881. Exothyridium punctiventre ingår i släktet Exothyridium och familjen Rutelidae. Utöver nominatformen finns också underarten E. p. septentrionale.